# Step Up: All In
 Step Up: All In (en Hispanoamérica: Un paso adelante 5 o Todos a bailar, en España: Step Up 5: All In) es una película estadounidense en 3D sobre baile, dirigida por Trish Sie. Es la quinta y última entrega de la serie de películas Step Up y fue estrenada el 8 de agosto de 2014.

## Sinopsis
Todas las estrellas de películas anteriores, se unen en un emocionante concurso llamado The Vortex, en Las Vegas, luchando por una victoria que podría definir sus sueños y sus carreras. Ahora deberán reunir fuerzas en un nuevo equipo para la gran batalla.
Cuando The Mob, el equipo de baile más increíble que se recuerda, sufre un revés detrás de otro en Los Ángeles, se disuelve y vuelven a Miami. Sean (Ryan Guzman), un antiguo miembro de The Mob inasequible al desaliento, se entera de una competición próxima que ofrece un primer premio valorado en millones de dólares y un contrato de tres años para participar en un show de Las Vegas. Sean decide reunir un nuevo equipo que competirá contra varios equipos de todo el mundo y sobre todo contra sus antiguos compañeros en la lucha por una victoria decisiva para sus sueños y sus carreras. A lo largo de la película se desarrolla una relación amorosa entre Sean y Andie.

## Elenco
- Ryan Guzman como Sean Asa.
- Briana Evigan como Andie West.
- Misha Gabriel como Eddy.
- Adam Sevani como Robert "Moose" Alexander III.
- Alyson Stoner como Camille Gage.
- Izabella Miko como Alexxa Brava.
- Mari Koda como Jenny Kido.
- Brian Leiva como Ruggero.
- Martín Lombard como Martin Santiago y Facundo Lombard como Marcos Santiago.
- Christopher Scott como Hair.
- Stephen "tWitch" Boss como Jason Hardlerson.
- Luis Rosado como Monster.
- Chadd Smith como Vladd.
- Parris Goebel como Violet.
- Stephen "Stevo" Jones como Jasper Tarik.
- David "Kid David" Shreibman como Chad.
- Celestina Aladekoba como Celestina.
- Freddy HS
- Cyrus "Glitch" Spencer como Gauge.

## DVD
La película fue estrenada en DVD y Blu-ray el 4 de noviembre de 2014.

## Recaudación
La película debutó en el puesto #6 en la taquilla estadounidense, recaudando $6.5 millones. La película recaudó $14 904 384 en América y mundialmente $71 261 262 para un total de $86 165 646, convirtiéndolo en la película con más baja recaudación en la franquicia.

## Banda sonora
- I Won't Let You Down - OK GO
- Judgement Day - Method Man
- Lapdance - N*E*R*D
- How You Do That - b.O.b
- 10-hut booty - DDP
- Turn It Up - Bianca Raquel y Celestina
- Demons - Zeds Dead
- Rage the Night Away - Waka Flocka Flame
- My Homies Still - Lil Wayne ft. Big Sean
- Revolution - Diplo ft. Faustix
- Hands Up In the Air - Celestina